# Berenice arguta
Berenice arguta là loài thực vật có hoa trong họ Hoa chuông. Loài này được Tul. mô tả khoa học đầu tiên năm 1857.